# Sainte-Alvère
Sainte-Alvère (en occitano Senta Alvèra) era una comuna francesa situada en el departamento de Dordoña, de la región de Nueva Aquitania, que el 1 de enero de 2016 pasó a ser una comuna delegada de la comuna nueva de Sainte-Alvère-Saint-Laurent-les-Bâtons al fusionarse con la comuna de Saint-Laurent-des-Bâtons.

## Historia
El 1 de enero de 2017, pasó a ser una comuna delegada de la comuna nueva de Val-de-Louyre-et-Caudeau al fusionarse con las comunas de Cendrieux y Saint-Laurent-des-Bâtons.

## Demografía
| Gráfica de evolución demográfica de Sainte-Alvère entre 1800 y 2014 |
|                                                                     |

Los datos demográficos contemplados en este gráfico de la comuna de Sainte-Alvère se han cogido de 1800 a 1999 de la página francesa EHESS/Cassini, y los demás datos de la página del INSEE.